# Jamník (Žilina)
Jamník é um município da Eslováquia, situado no distrito de Liptovský Mikuláš, na região de Žilina. Tem 45,98 km² de área e sua população em 2018 foi estimada em 460 habitantes.

## Demografia
| Ano:        | 1994 | 2004    | 2014   | 2024   |
| ----------- | ---- | ------- | ------ | ------ |
| Broj ljudi: | 372  | 424     | 459    | 462    |
| Razlika:    |      | +13,97% | +8,25% | +0,65% |

| Ano:               | 2023 | 2024   |
| ------------------ | ---- | ------ |
| Número de pessoas: | 465  | 462    |
| Diferença:         |      | -0,64% |